# Ameugny
 Ameugny  es una comuna y población de Francia, en la región de Borgoña, departamento de Saona y Loira, en el Distrito de Mâcon y cantón de Saint-Gengoux-le-National. Está integrada en la Communauté de communes entre Grosne et Guye.

## Demografía
| 185 | 148 | 122 | 148 | 143 | 156 |
| Para los censos de 1962 a 1999 la población legal corresponde a la población sin duplicidades (Fuente: INSEE [Consultar]) |     |     |     |     |     |